# Swedish Open 1966
Die Swedish Open 1966 fanden in Malmö statt. Es war die elfte Austragung dieser internationalen Meisterschaften von Schweden im Badminton.

## Finalergebnisse
| Disziplin    | Sieger                              | Finalist                    | Ergebnis           |
| ------------ | ----------------------------------- | --------------------------- | ------------------ |
| Herreneinzel | Svend Pri                           | Erland Kops                 | 15–7, 15–8         |
| Dameneinzel  | Judy Hashman                        | Eva Twedberg                | 11–0, 11–0         |
| Herrendoppel | Henning Borch Jørgen Herlevsen      | Erland Kops Klaus Kaagaard  | 18–13, 15–8        |
| Damendoppel  | Judy Hashman Eva Twedberg           | Ulla Strand Karin Jørgensen | 12–15, 15–10, 15–8 |
| Mixed        | Per Walsøe Pernille Mølgaard Hansen | Henning Borch Ulla Strand   | 15–7, 9–15, 15–8   |

## Referenzen
- Annual Handbook of the International Badminton Federation, London, 28. Auflage 1970, S. 288–289.
- Ergebnisse Seite 11 (Svenska Internationella Masterskaper 1966)